# ساوووو
ساوووو (به صربی: Savovo) یک منطقهٔ مسکونی در صربستان است که در کرالیفو واقع شده‌است.